# Roy Redgrave
General-Maior Sir Roy Michael Frederick Redgrave KBE (n. 16 septembrie 1925, București, România – d. 3 iulie 2011, Regatul Unit) a fost un militar britanic, comandant al forțelor britanice din Hong Kong. El a mai luptat și în Al Doilea Război Mondial. Acesta s-a născut în București, fiind fiul unor expatriați britanici, și a crescut în Doftana.